# 實體完整性
實體完整性（英語：Entity integrity）是關係模型中数据库完整性三項規則的其中之一。實體完整性這項規則要求每個數據表都必須有主鍵，而作為主鍵的所有欄位，其屬性必須是獨一及非空值。